# Galgen (Döllersheim)
Der gemauerte Galgen von Döllersheim war eine Hinrichtungsstätte in Niederösterreich. Zum Zeitpunkt seiner Beschreibung durch die Österreichische Kunsttopographie bestand der Galgen nicht mehr.

## Beschreibung
Die Richtstätte mit dem Galgen von Döllersheim befand sich etwa einen Kilometer westlich des Marktes auf einem als Spielberg bezeichneten bewaldeten Hügel.
Er bestand aus drei aus Bruchsteinen gemauerten und im Dreieck angeordneten Säulen mit fünf Metern Höhe und drei Metern Umfang, die auf würfelförmigen Unterbauten ruhten. Verbunden waren diese Säulen mit Holzbalken, an denen die Seile befestigt wurden.
Im Jahr 1903 wurde der Galgen abgerissen. Der Schutt wurde als Straßenbaumaterial verwendet.
Im Waldviertel befinden sich ähnlich konstruierte Galgen in Arbesbach, Niederfladnitz und Kirchberg am Walde.

### Urlaubsmarter
In der Nähe des Galgens stand ein prismatischer, aus Bruchsteinen und Ziegeln erbauter Pfeiler. An seinem oberen Ende hatte er drei quadratische Öffnungen.
Als Urlaubsmarter wurde die Steinsäule deshalb bezeichnet, da hier die Verurteilten vermutlich von ihren Angehörigen Abschied (= Urlaub) nahmen.